# Xylormisa astriga
Xylormisa astriga är en fjärilsart som beskrevs av George Francis Hampson. Xylormisa astriga ingår i släktet Xylormisa och familjen nattflyn. Inga underarter finns listade i Catalogue of Life.